# Mkoreha
Mkoreha ist ein Verwaltungsbezirk (englisch Ward) des Distrikts Tandahimba in der tansanischen Region Mtwara.

## Geografie
Mkoreha liegt im Südosten von Tansania etwa 15 Kilometer südöstlich der Distrikthauptstadt Tandahimba. Der größte Fluss ist der Rovuma, der die Grenze im Süden bildet. Der Bezirk grenzt im Norden an Kitama 1, im Osten an Mihambwe, im Süden an Mosambik und im Westen an Maundo und Naputa. Bei der Volkszählung 2022 lebten 10.453 Menschen in 3007 Haushalten auf einer Fläche von 68 Quadratkilometern.

## Gliederung
Der Bezirk besteht aus fünf Gemeinden (Mtaa) mit 24 Orten (Kitongoji):
| Namunda - Butiama - Namunda - Chihwindi - Amani - Masaki - Miembeni - Shuleni | Mchangani - Mikoroshoni - Maswa - Malawi | Chikongo - Nang'awanga - Chikongo - Mlimani - Tabata - Madina - Chihwindi | Dinyeke - Kilimahewa - Sokoni - Dinyeke | Misufini - Magomeni - Tandika - Madukani - Misufini - Ukonga |

## Infrastruktur
- Bildung: Die Mkoreha Secondary School ist eine staatliche weiterführende Tagesschule, die Jugendliche bis zur 4. Stufe ausbildet.[8]
- Gesundheit: Im Bezirk befindet sich eine 1974 eröffnete staatliche Apotheke.[9]